# Дуглас, Джордж, 17-й граф Мортон
Джордж Шолто Дуглас, 17-й граф Мортон (англ. George Sholto Douglas, 17th Earl of Morton; 23 декабря 1789 — 31 марта 1858) — шотландский политик и пэр. Он был известен как Джордж Дуглас с 1789 по 1827 год.

## Биография
Родился 23 декабря 1789 года. Старший сын достопочтенного Джона Дугласа (1756—1818), второго сын Джеймса Дугласа, 14-го графа Мортона (1709—1768). Его матерью была леди Фрэнсис Ласеллс (1762—1817), дочь Эдварда Ласеллса, 1-го графа Хэрвуда. Он получил образование в Тринити-колледже Кембриджского университета.
17 июля 1827 года после смерти своего бездетного двоюродного брата, Джорджа Дугласа, 1-го графа Мортона (1761—1827), Джордж Шолто Дуглас унаследовал титул 17-го графа Мортона (Пэрство Шотландии).
Шотландский пэр-представитель в Палате лордов Великобритании в 1828—1858 годах. Он занимал должность лорда в ожидании (правительственного кнута в Палате лордов) во второй тори-администрации сэра Роберта Пиля (1841—1846) и первой консервативной администрации графа Дерби (1852).
Лорд Мортон скончался 31 марта 1858 года в возрасте 68 лет. Графский титул унаследовал его старший сын Шолто.

## Семья
3 июля 1817 года лорд Мортон женился на Фрэнсис Теодоре Роуз (? — 13 июля 1879), дочери политика сэра Джорджа Генри Роуза, и Фрэнсис Данкомб, дочери Томаса Данкомба из Данкомб-Парка. У супругов было пять дочерей и шесть сыновей:
- Леди Эллен Сьюзен Энн Дуглас (? — 22 января 1914)[1]
- Леди Гертруда Джейн Дуглас (? — 21 марта 1924)
- Леди Гарриет Бриджит Эмили Дуглас (? — 25 марта 1832)[1]
- Леди Элис Луиза Дуглас (? — 2 марта 1913)
- Леди Агнес Шарлотта Дуглас (? — 7 июля 1907)
- Шолто Джон Дуглас, 18-й граф Мортон (13 апреля 1818 — 24 декабря 1884)[1], старший сын и преемник отца.
- Леди Фрэнсис Гарриет Дуглас (7 октября 1819 — 16 июня 1895)
- Адмирал Джордж Генри Дуглас (5 октября 1821 — 19 июня 1905)
- Преподобный Генри Дуглас Дуглас (17 декабря 1822 — 4 октября 1907)[1]
- Достопочтенный Эдвард Уильям Дуглас (19 октября 1825 — 7 мая 1918)
- Преподобный Достопочтенный Артур Гаскойн Дуглас (5 января 1827 — 19 июля 1905)[1].